# Parc national de Kisama
Le parc national Kisama est un parc national d'Angola. C'est le seul qui fonctionne encore dans tout le pays, tous les autres ayant subi des dégâts importants à cause de la guerre civile.